# Dorus Theus Poulsen
Dorus Theus Poulsen, född 29 november 1850 på Kærsgård mølle vid Silkeborg, död 23 juli 1925, var en dansk trädgårdsmästare.
Poulsen kom i trädgårdslära 1865 och avlade trädgårdsexamen Veterinær- og Landbohøjskolen 1872. Efter en tvåårig vistelse i England blev han assistent vid nämnda högskolas trädgård och botaniska undervisning och 1878 etablerade han sig som handelsträdgårdsmästare på Frederiksberg. Plantskolan utvidgades senare genom köp av Kellerisgård, där det bland annat utvecklades nya sorter av Polyantarosor, vika vann erkännande i både Danmark och utlandet. Han gjorde sig i hög grad förtjänt av de danska trädgårdsmästarna genom att överallt, där han fick möjlighet, verka för deras intressen. Han verkade särskilt för förbättrad trädgårdselevutbildning, för förbättrade avsättningsmöjligheter och för anordnandet av trädgårdsutställningar. Åren 1898–1906 var han ordförande för Almindelig dansk Gartnerforening.